# Adolph Bachmeier
Adolph „Adi“ Bachmeier, auch Adolf Bachmeier (* 13. Oktober 1937 in Ferdinand I., Rumänien; † 21. Juli 2016 in Des Plaines, Illinois, Vereinigte Staaten) war ein deutsch-US-amerikanischer Fußballspieler auf der Position eines Abwehr- und Mittelfeldspielers. Im Jahre 2002 wurde er in der „Spieler-Veteranen“-Kategorie in die National Soccer Hall of Fame aufgenommen.

## Vereinskarriere
Adolph Bachmeier wurde am 13. Oktober 1937 in eine bessarabiendeutsche Familie in der in unmittelbarer Nähe zum Schwarzen Meer liegenden Gemeinde Ferdinand I. in Rumänien geboren. 1940 kam er auf Befehl der deutschen Regierung mit seiner Familie nach Deutschland, wo er auch aufwuchs, ehe er im Jahre 1957 in die Vereinigten Staaten auswanderte, wo er sich in weiterer Folge in bzw. um Chicago im US-Bundesstaat Illinois niederließ. Bereits in Deutschland hatte er auf Nachwuchsebene Fußball gespielt. Zwischen den 1950er und 1960er Jahren spielte er für diverse Fußballmannschaften im Großraum Chicago, wobei er hauptsächlich für die Chicago Kickers in der National Soccer League of Chicago in Erscheinung trat. Mit der Mannschaft konnte er in den Spieljahren 1964, 1966 und 1968 den Meistertitel in der National Soccer League feiern, sowie in den Jahren 1966 und 1968 den Gewinn des National Amateur Cups. Zu dieser Zeit war Bachmeier bereits ein US-Staatsbürger.
Im letztgenannten Jahr trat er auch als Spieler der Chicago Mustangs an. Diese hatten sich ein Jahr zuvor gegründet und nahmen am Spielbetrieb der nur kurzlebigen United Soccer Association (USA), die in weiterer Folge mit der National Professional Soccer League (NPSL) fusionierte und zur North American Soccer League (NASL) wurde, teil. Bei den Mustangs absolvierte er in deren einzigem Spieljahr in der NASL 29 Meisterschaftsspiele und steuerte fünf Treffer, sowie drei Torvorlagen bei. Als sich das nur zwei Jahre bestehende Franchise am Ende des Spieljahres 1968 auflöste, kehrte Bachmeier 1969 wieder zu den Kickers zurück. Mit ihnen gewann er im Jahre 1970, zum dritten Mal in seiner Karriere und zum dritten Mal in der Geschichte des Klubs, den National Amateur Cup.
Zu seinen individuellen Erfolgen, die er im Laufe seiner Karriere als Aktiver erreichte, zählt unter anderem die Wahl zum Sepp-Herberger-German-American-Illinois-Soccer-Player-of-the-Year im Jahre 1965. 1984 wurde er in die Illinois Soccer Hall of Fame aufgenommen. Im Jahre 2002 erfolgte seine Aufnahme in die National Soccer Hall of Fame in der „Spieler-Veteranen“-Kategorie. Fünf Jahre später nahm ihn auch die United States Adult Soccer Association (USASA) in ihre Hall of Fame auf.

## Nationalmannschaftskarriere
In den Jahren 1959 bis 1969 trat Adolph Bachmeier für die US-amerikanische Fußballnationalmannschaft in Erscheinung. Seine Einsatzzahlen für diese sind hinsichtlich der Quellenlage abweichend. Während Dave Blevins in seinen Bänden The Sports Hall of Fame Encyclopedia. Baseball, Basketball, Football, Hockey, Soccer von 15 Länderspielen ausgeht, erwähnt der US-amerikanische Fußballverband 22 Länderspieleinsätze Bachmeiers. Beide sind sich jedoch einig, dass der vorwiegend als Abwehr- und defensiver Mittelfeldspieler eingesetzte Bachmeier in all seinen Einsätzen selbst torlos blieb. Sein erstes Länderspiel absolvierte er am 28. Mai 1959 bei der deutlichen 1:8-Niederlage gegen England in Los Angeles. 1963 war er mit dem Team Teilnehmer am Fußballturnier der Panamerikanischen Spiele 1963 in São Paulo, Brasilien. Die Vereinigten Staaten belegten am Ende dieses Turniers hinter Brasilien (Erster), Argentinien (Zweiter), Chile (Dritter) und Uruguay (Vierter) den fünften Gruppenplatz. Mit vier Niederlagen aus vier Spielen, sowie einer Tordifferenz von 3:30 waren die Amerikaner der deutliche Außenseiter des Wettbewerbs.
Ein Jahr darauf nahm er mit der Mannschaft an den Qualifikationsrunden zum Fußballturnier der Olympischen Sommerspiele 1964 teil, konnte sich mit dem Team jedoch auch hierbei nicht für die Endrunde qualifizieren. Mit den US-Amerikanern nahm er an den Qualifikationen zu den Weltmeisterschaften 1966 und 1970 teil und kam dabei in insgesamt neun WM-Qualifikationspartien zum Einsatz. In den sechs Qualifikationsspielen zur letztgenannten WM führte er die Mannschaft in den Jahren 1968 und 1969 als Mannschaftskapitän an. Die beiden letzten Länderspiele seiner Karriere endete am 20. April und am 11. Mai 1969 ebenfalls in zwei Niederlagen gegen Haiti.

## Erfolge
- Sieger der National Soccer League of Chicago: 1964, 1966 und 1968
- Sieger des National Amateur Cups: 1966, 1968 und 1970
- Wahl zum Sepp-Herberger-German-American-Illinois-Soccer-Player-of-the-Year: 1965
- Aufnahme in die Illinois Soccer Hall of Fame: 1984
- Aufnahme in die National Soccer Hall of Fame in der „Spieler-Veteranen“-Kategorie: 2002
- Aufnahme in die USASA Hall of Fame: 2007

## Privates / berufliche Laufbahn
Neben bzw. nach seinem Karriereende als Aktiver war Bachmeier als Werkzeugmacher tätig. Am 21. Juli 2016 starb Bachmeier, der zuletzt in Niles lebte, 78-jährig in Des Plaines, Illinois. Den Fußballklub Chicago Schwaben bezeichnete Bachmeier als seinen Familienklub, für den nicht nur er, sondern auch seine vier Brüder aktiv waren. Otto, der älteste der sechs Brüder trat dabei als Trainer in Erscheinung. Die restlichen Spieler waren zu dieser Zeit zumeist Cousins der Brüder. Nach dem Ende seiner aktiven Karriere war er auch kurzzeitig als Trainer im Kinder- und Jugendbereich tätig, hörte jedoch bald wieder damit auf.